# Lost Creek, Texas
Lost Creek là một nơi ấn định cho điều tra dân số (CDP) thuộc quận Travis, tiểu bang Texas, Hoa Kỳ. Năm 2010, dân số của nơi này là 4509 người.

## Dân số
- Dân số năm 2000: 4729 người.
- Dân số năm 2010: 4509 người.